# Bothrioneurum vejdovskyanum
Bothrioneurum vejdovskyanum är en ringmaskart som beskrevs av Stolc 1886. Bothrioneurum vejdovskyanum ingår i släktet Bothrioneurum och familjen glattmaskar. Arten är reproducerande i Sverige. Inga underarter finns listade i Catalogue of Life.